# Ficarasa pallida
Ficarasa pallida är en insektsart som beskrevs av Walker 1857. Ficarasa pallida ingår i släktet Ficarasa och familjen Tropiduchidae. Inga underarter finns listade i Catalogue of Life.